# Lycenchelys bullisi
Lycenchelys bullisi är en fiskart som beskrevs av Cohen, 1964. Lycenchelys bullisi ingår i släktet Lycenchelys och familjen tånglakefiskar. Inga underarter finns listade i Catalogue of Life.